# Santa Carmem
Santa Carmem is een gemeente in de Braziliaanse deelstaat Mato Grosso. De gemeente telt 4.573 inwoners (schatting 2009).